# Christian Ulfeldt
Christian rigsgreve Ulfeldt (født 5. december 1637 i København, død 29. juli 1688 i Rom) var en dansk adelsmand og senere romerskkatolsk præst, bror til Leo Ulfeldt.

## I Danmark
Han var søn af rigshofmesteren Corfitz Ulfeldt og Leonora Christina Ulfeldt, blev opkaldt efter Christian IV og blev opdraget hjemme hos forældrene. Allerede 1640 blev han som Christian IV's dattersøn forlenet med Sankt Hans Klosters og Munkeliv Klostre i Bergen i Norge. Ved forældrenes flugt fra Danmark 1651 fulgte han, der kort efter mistede sine len, med dem til De Forenede Nederlande, kom vistnok i efteråret derfra til dem i Stralsund og opholdt sig der nogle år, efter at de havde taget ophold i Stockholm. Hertil kom han dog også i sommeren 1654, tiltrådte derefter en længere udenlandsrejse med ophold blandt andet i England, Schweiz (immatrikuleret ved universitetet i Genève 1656) og Frankrig, men traf atter faderen foran Frederiksodde i efteråret 1657. Under fredsforhandlingerne under krigen i 1658 var det ham, som for faderen stod for flytningen af Jørgen Seefeldts bibliotek fra Ringsted til Bavelse. Han har så været nogen tid hos forældrene i Malmø, men rejste bort derfra.

## I svensk tjeneste
Allerede 1661 har han taget tjeneste som kammerjunker hos dronning Christina under hendes besøg i Norden og må være gået over til katolicismen; der var endog tale om, at han skulle blive katolsk præst. Samme år har han dog været i England, besøgte derpå forældrene under deres ophold på Ellensborg på Fyn i begyndelsen af 1662, men rejste snart efter til Paris. Herfra kom han først til Holland og tog siden til forældrene i Brügge. Hans ophold her blev skæbnesvangert både for ham selv og for dem, idet han den 6. november 1662 på åben gade myrdede deres plageånd fra Hammershus, generalmajor Adolph Fuchs.

## I Rom
Det lykkedes ham at undslippe, og i december var han i Liège. I 1663 var han ved dronning Christinas hof i Rom, vel anskreven hos hende og hos kardinal Francesco Barberini. Da han erfarede, at faderen var flygtet til Basel, rejste han imidlertid sammen med sine brødre Corfitz og Leo til ham der, men forlod ham igen på hans opfordring for at forebygge, at de skulle blive opdaget; således var han ikke til stede ved faderens død i februar 1664. Samme år var Christian Ulfeldt blevet immatrikuleret ved universitetet i Basel.
Efter faderens død tog Ulfeldt fra Lausanne til Neuenburg, hvorfra han fik faderens lig udleveret. Senere arbejdede han for at få familiens gamle ven Otto Sperling frigivet fra Blåtårn og har uden tvivl også gjort hvad han evnede for at hjælpe sin fangne moder, selv om broderen Corfitz betegnede ham som "just ikke pressant af naturel"; dvs. noget tilbageholdende af natur.
Senest 1669 var Christian Ulfeldt atter i Rom hos dronning Christina og fik samme år ved hendes hjælp tildelt et kanonikat ved domkapitlet i Eichstätt i Bayern. Han var også kannik ved kirken San Lorenzo in Damaso i Rom, og ifølge en overlevering skal han på et ikke nærmere bestemt tidspunkt have tilføjet sig selv seks knivstik, hvilket kan have været et selvmordsforsøg. Vi ved kun, at efter kirkebøgernes udsagn døde han efter lang tids svaghed. Han blev begravet i samme kirke.